# ۳-هگزانول
۳-هگزانول (به انگلیسی: 3-Hexanol) با فرمول شیمیایی C۶H۱۴O یک ترکیب شیمیایی است. که جرم مولی آن ۱۰۲٫۱۷۴ g/mol می‌باشد. شکل ظاهری این ترکیب، مایع بی‌رنگ است.
به طور طبیعی در آناناس و میوه های معطر یافت و به عنوان افزودنی غذایی به عنوان اسانس استفاده می‌شود.

## سنتز
3-هگزانول را می توان از کاهش ترکیبات اشباع نشده هگزان مثل 3-هگزین از طریق هیدروبوراسیون سنتز کرد. 